# Vanillaware
Vanillaware ist ein japanisches Entwicklerstudio für Computerspiele aus Osaka. Das Studio ist bekannt für seine Spiele mit kunstvoll gezeichneten, zweidimensionalen Hintergründen.

## Geschichte
Das Unternehmen wurde 2002 von George Kamitani unter dem Namen Puraguru als Projektgesellschaft gegründet, um für Square Enix am MMORPG Fantasy Earth: The Ring of Dominion zu arbeiten. Kamitani war ursprünglich als Grafiker bei Capcom in die Spielebranche eingestiegen und hatte für das Unternehmen unter anderem am Beat ’em up Dungeons & Dragons: Tower of Doom mitgearbeitet. Zu seinen bekanntesten Arbeiten im Vorfeld zählte Princess Crown, ein Exklusivtitel für den Sega Saturn, der unter Kamitanis Leitung bei Atlus entstand. Nach seinem Ausstieg aus der Entwicklung von Fantasy Earth begann Kamitani 2004 mit befreundeten Entwicklern unter dem Namen Vanillaware eigene Spiele zu entwickeln. Innerhalb der Branche besetzt Vanillaware eine Nische, da das Studio anders als die Mehrheit der Entwickler auf dreidimensional gestaltete Spielwelten verzichtet und stattdessen auf gezeichnete zweidimensionale Hintergrundbilder setzt.

## Veröffentlichte Spiele

### Originaltitel
- 2007: GrimGrimoire (PlayStation 2)
- 2007: Odin Sphere (PlayStation 2)
- 2008: Kumatanchi (Nintendo DS)
- 2009: Muramasa: The Demon Blade (Wii)
- 2011: Grand Knights History (PlayStation Portable)
- 2013: Dragon’s Crown (PlayStation 3, PlayStation Vita)
- 2019: 13 Sentinels: Aegis Rim (PlayStation 4, Nintendo Switch)
- 2024: Unicorn Overlord (PlayStation 4, PlayStation 5, Xbox Series, Switch)

### Neuauflagen und Remaster
- 2013: Muramasa Rebirth (PlayStation Vita)
- 2016: Odin Sphere: Leifthrasir (PlayStation 3, PlayStation 4, PlayStation Vita)
- 2018: Dragon’s Crown Pro (PlayStation 4)
- 2022: GrimGrimoire OnceMore (PlayStation 4, Switch)